# Carlos Guilherme Mota
Carlos Guilherme Santos Serôa da Mota (São Paulo, 1941) é um historiador brasileiro.

## Carreira
Graduado em História pela Universidade de São Paulo (1963), mestre (1967) e doutor (1970) em História Moderna e  Contemporânea, livre docente (1975) pela mesma universidade e pós-doutorado pela Universidade Stanford. É Professor Emérito da Faculdade de Filosofia, Letras e Ciências Humanas da USP. Suas principais áreas de interesse são História da Cultura e das Ideologias.
Foi membro do board do Programa de Estudos Latino-Americanos da Universidade de Princeton e diretor de Estudos da École des Hautes Études en Sciences Sociales.
Ex-professor titular do Instituto de Filosofia e Ciências Humanas da UNICAMP, atualmente é professor titular da Universidade Presbiteriana Mackenzie, da Universidade de São Paulo e da Fundação Getúlio Vargas.
Foi consultor e professor visitante no Centro de Estudos Brasileños da Universidade de Salamanca, professor visitante da Universidade de Londres e da Universidade do Texas.
Fundou e dirigiu o Instituto de Estudos Avançados da USP. Foi também um dos fundadores do Memorial da América Latina.
É membro do conselho editorial das revistas Minius, da Universidade de Vigo e  Estudos Avançados, da USP, além das revistas eletrônicas Intellectus e Aedificandi.
Publicou mais de trinta livros como autor, coautor ou organizador.
Em 2011, conquistou o Prêmio Machado de Assis da Academia Brasileira de Letras pelo conjunto de sua obra.
No dia 15 de abril de 2014, tomou posse do cargo de diretor da Biblioteca Brasiliana Guita e José Mindlin. Entretanto, em 29 de agosto do mesmo ano, pediu demissão do cargo, em protesto contra a crise da USP, cujos professores e funcionários estavam em greve havia mais de três meses, por reajuste salarial.

## Alguns livros publicados
- Ideologia da cultura brasileira (1933-1974). São Paulo: Editora 34, 2008. v. 1. 424 p.
- A ideia de Revolução no Brasil e outras ideias. São Paulo: Globo, 2008. 496 p.
- Com Adriana Lopez, História do Brasil. Uma interpretação. São Paulo: SENAC, 2008. v. 2. 890 p.
- Historia de Brasil. Una interpretación. Salamanca: Editora da Universidad de Salamanca, 2008. v. 1.
- 1789-1799: a Revolução Francesa. São Paulo: Perspectiva, 2007.
- Os juristas na formação do estado-nação brasileiro. Do século XVI a 1850. São Paulo: Editora Quartier Latin, 2006. v. 1. 400 p.
- José Bonifácio - Patriarca da Independência: criador da sociedade civil nos Trópicos. São Paulo: Imprensa Oficial, 2006.
- Organizador da obra Viagem Incompleta. A Experiência Brasileira, 1500-2000. São Paulo: Editora SENAC e SESC, 2000.
- Ideia de revolução no Brasil: 1789-1801. São Paulo: Editora Ática, 1996.
- Com Fernando Novais, A independência política do Brasil. São Paulo: Hucitec, 1996.
- Organizador de A arte brasileira. São Paulo: Editora Abril, 1976. 128 p.
- Nordeste, 1817: Estrutura e Argumentos. São Paulo: Perspectiva e EDUSP, 1972.
- Atitudes da Inovação no Brasil. Lisboa: Livros Horizontes, 1970